# Paolo Marcello Brignoli
Paolo Marcello Brignoli (Roma, 25 aprile 1942 – L'Aquila, 8 luglio 1986) è stato un aracnologo italiano, si è occupato dello studio degli aracnidi, in particolar modo dei ragni.

## Biografia
Laureato in scienze naturali nel 1965 con una tesi di zoologia sulle società eterotipiche degli Araneidi, iniziò a lavorare come assistente nella cattedra di zoologia; nel 1976 vinse il concorso in qualità di cattedratico e andò a dirigere l'Istituto di Zoologia dell'Aquila.

## Campo di studi
Il suo campo specifico di studi spaziò nel vasto mondo degli aracnidi, con un'attenzione particolare per i ragni.
Oltre 210 lavori portano il suo nome e analizzando e descrivendo materiali provenienti da molteplici raccolte museali e raccolti personalmente in giro per il mondo, ha descritto ben 25 nuovi generi e oltre 370 nuove specie.

## Spedizioni
Personalmente ha partecipato ad una pluralità di spedizioni: inizialmente nel Mediterraneo (Grecia, Turchia, Siria, Libano); in Africa (Libia, Egitto, Etiopia); in Messico e dalla fine degli anni settanta, nell'America meridionale, nell'Asia sudorientale e in Oceania.
Nel 1983 pubblicò un supplemento al Katalog der Araneae di Carl Friedrich Roewer (1881-1963), dove elencava oltre 7.000 ragni descritti nel periodo 1940-1982.

## Premi in suo nome
La Società internazionale di aracnologia offre il Paulo Marcello Brignoli Award quale riconoscimento, in campo aracnologico, per l'approfondimento di un preciso campo di studi, o per un lavoro o uno studio di valenza eccezionale.
Gli ultimi premi assegnati sono:
- 2007 - Charles Griswold, USA, per gli studi sui ragni del Madagascar
- 2010 - Hirotsugu Ono, Giappone
- 2013 - John Murphy, Inghilterra
- 2016 - Martín Ramírez, Argentina

## Alcuni taxa descritti
- Bryantina Brignoli, 1985 - genere di ragni Pholcidae
- Forsteriola Brignoli, 1981 - genere di ragni Anapidae
- Gertschiola Brignoli, 1981 - genere di ragni Pholcidae
- Icariella Brignoli, 1979 - genere di ragni Linyphiidae
- Metanapis Brignoli, 1981 - genere di ragni Anapidae
- Pseudotriaeris Brignoli, 1974 - genere di ragni Oonopidae
- Pseudotyphistes Brignoli, 1972 - genere di ragni Linyphiidae
- Reo Brignoli, 1979 - genere di ragni Mimetidae

## Taxa denominati in suo onore

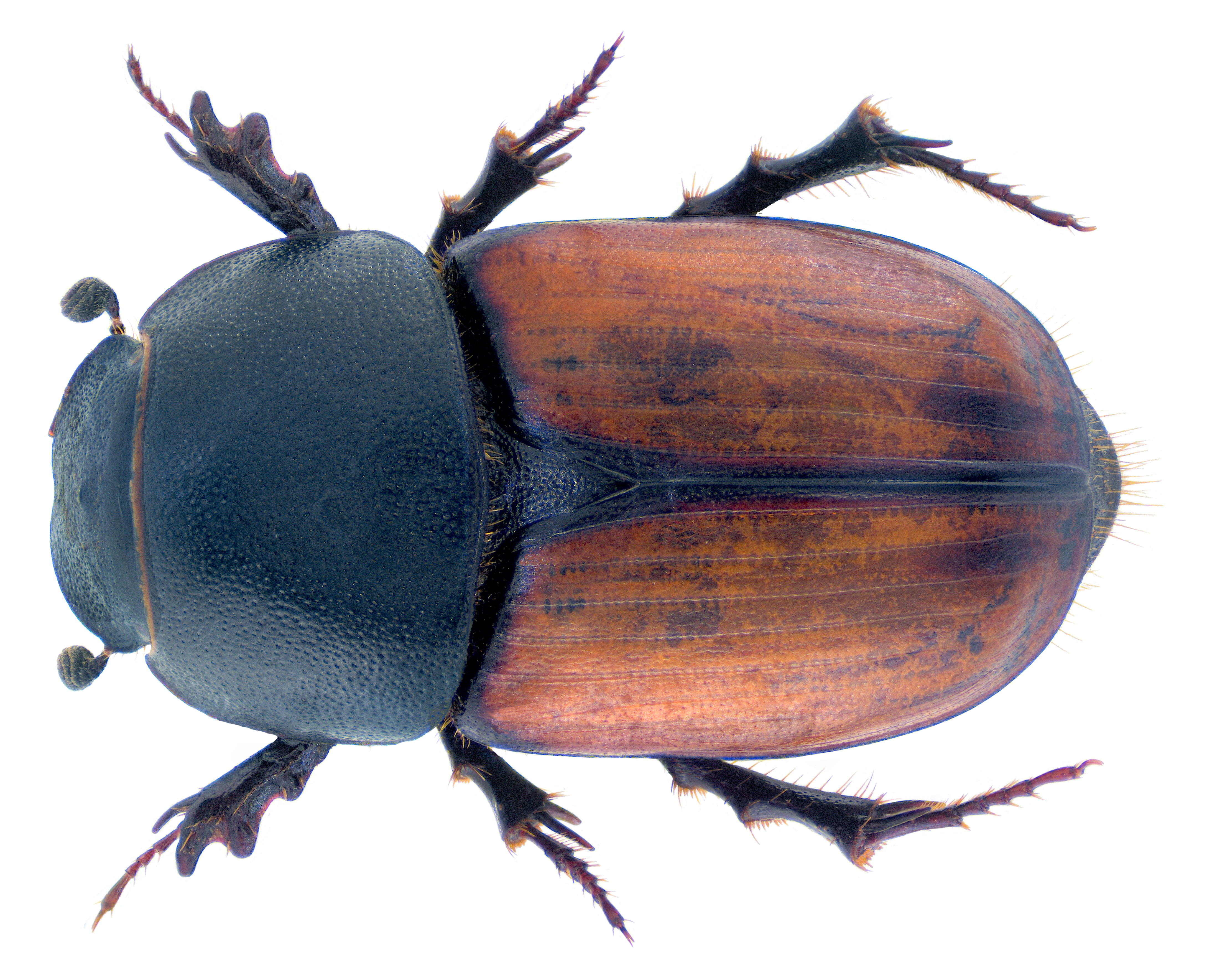
Colobopterus brignolii.

- Brignolia Dumitrescu & Georgescu, 1983 - genere di ragni Oonopidae
- Apozomus brignolii Cokendolpher & Reddell, 2000 - genere di Schizomida
- Carniella brignolii Thaler & Steinberger, 1988 - genere di ragni Theridiidae
- Colobopterus brignolii Carpaneto, 1973 - genere di scarabei Aphodiinae
- Cryphoeca brignolii Thaler, 1980 - genere di ragni Hahniidae
- Cryptocellus brignolii Cokendolpher, 2000 - genere di ricinulei
- Cryptops brignolii Matic 1977 - genere di miriapodi degli Scolopendridae
- Cybaeus brignolii Maurer, 1992 - genere di ragni Cybaeidae
- Dysdera brignolii Dunin, 1989 - genere di ragni Dysderidae
- Eukoenenia brignolii Condé, 1979 - genere di palpigradi
- Filistata brignolii Alayón, 1981 - genere di ragni Filistatidae
- Himalcoelotes brignolii Wang, 2002 - genere di ragni Agelenidae
- Lithobius brignolii (Matic, 1970) genere di miriapodi dei Lithobiidae
- Micaria brignolii (Bosmans & Blick, 2000) - genere di ragni Gnaphosidae
- Nesticus brignolii Ott & Lise, 2002 - genere di ragni Nesticidae
- Oecetis brignolii Malicky, 1981 - genere di tricotteri Leptoceridae
- Palliduphantes brignolii (Kratochvíl, 1978) - genere di ragni Linyphiidae
- Steatoda brignolii Knoflach, 1996 - genere di ragni Theridiidae
- Stenasellus brignolii Pesce & Argano, 1981 genere di crostacei isopodi
- Tetrablemma brignolii Lehtinen, 1981 - genere di ragni Tetrablemmidae

## Alcune pubblicazioni
- Brignoli P.M., 1967 - Su alcuni Oonopidae delle isole Ponziane. Fragm. ent. vol.4, p. 141-148
- Brignoli P.M., 1968 - Su alcuni Araneidae e Theridiidae di Sicilia (Araneae). Atti Accad. gioenia Sci. nat. (6) vol.20, p. 85-104
- Brignoli P.M., 1970 - Contribution à la connaissance des Symphytognathidae paléarctiques (Arachnida, Araneae). Bull. Mus. natn. Hist. nat. Paris vol.41, p. 1403-1420
- Brignoli P.M., 1971 - Contributo alla conoscenza degli Agelenidae italiani (Araneae). Fragm. ent. vol.8, p. 57-142
- Brignoli P.M., 1972 - Ragni di Ceylon I. Missione biospeleologica Aellen-Strinati (1970) (Arachnida, Araneae). Revue suisse Zool. vol.79, p. 907-929
- Brignoli P.M., 1973 - Ragni della Melanesia, I. Un nuovo Tetrablemma di Guadalcanal (Isole Salomone) (Araneae Tetrablemmidae). Memorie Soc. ent. ital. vol.52, p. 79-88
- Brignoli P.M., 1976 - Ragni di Grecia IX. Specie nuove o interessanti delle famiglie Leptonetidae, Dysderidae, Pholcidae ed Agelenidae (Araneae). Revue suisse Zool. vol.83, p. 539-578
- Brignoli P.M., 1977 - Spiders from Mexico, III. A new leptonetid from Oaxaca (Araneae, Leptonetidae). Quad. Accad. naz. Lincei vol.171(3), p. 213-218
- Brignoli P.M., 1978 - Ragni di Turchia IV. Leptonetidae, Dysderidae ed Agelenidae nuovi o interessanti di grotte della Turchia meridionale (Araneae). Quad. Speleol. Circ. speleol. Rom. vol.3, p. 37-54
- Brignoli P.M., 1979 - Sur quelques Dysderidae de France, d'Espagne et de Tunisie (Araneae). Vie Milieu vol.28-29(C), p. 111-116
- Brignoli P.M., 1980 - Some new or interesting eastern Mediterranean Dysderidae and Agelenidae (Araneae). Annls zool. Warsz. vol.35, p. 75-82
- Brignoli P.M., 1983 - Ragni d'Italia XXXIV. Le specie descritte da G. Canestrini (Araneae). Atti XIII Congr. naz. Italiano Ent. Sestriere-Torino, pp. 561–567
- Brignoli P.M., 1985 - On some generic homonymies in spiders (Araneae). Bull. Br. arachnol. Soc. vol.6, p. 380
- Brignoli P.M., 1986 - A new Simonicera (Araneae, Ochyroceratidae) from Guam, Marianas. Boll. Mus. civ. Stor. nat. Verona vol.11, p. 345-348